# David X. Cohen
David Samuel Cohen (13 de julho de 1966), mais conhecido como David X. Cohen, é um roteirista de televisão americano, popularmente conhecido por seu trabalho nas séries animadas The Simpsons e Futurama. Atualmente, é produtor da mais recente série animada de Matt Groening, Disenchantment, exibida na Netflix.
É formado em física pela Universidade Harvard e em ciência de computação pela Universidade da Califórnia em Berkeley.

## Infância
Cohen nasceu como "David Samuel Cohen". Mas o nome "David X. Cohen" foi adotado em volta da origem de sua criação, Futurama. Ambos os seus pais eram biólogos. Cohen sempre planejou ser cientista, mas ele também amava escrever e desenhar cartoons.
Cohen se formou no colégio Dwight Morrow, em Englewood, Nova Jérsei, onde ele escrevia a coluna de humor do jornal do colégio e foi membro do time de matemáticos. Depois disso, Cohen foi estudar na Universidade Harvard, se formando em física, e na Universidade da Califórnia, se formando em Ciência da Computação. Enquanto ele estava em Harvard, ele escreveu e serviu como Presidente da Harvard Lampoon. 
A publicação acadêmica mais notável de Cohen foi a teoria do problema da Ciência da Computação, que também foi assunto da publicação acadêmica de Bill Gates. No entanto, Cohen é creditado como co-autor. 